# Sofia Kenin
Sofia Kenin, née le 14 novembre 1998 à Moscou, est une joueuse de tennis américaine, professionnelle sur le circuit WTA depuis 2017.
À ce jour, elle compte cinq titres en simple et quatre titres en double dames sur le circuit WTA. Elle remporte l'Open d'Australie 2020 à Melbourne alors qu'elle n'avait jamais dépassé les huitièmes de finale en Grand Chelem. Elle devient ainsi la plus jeune lauréate en Australie depuis Maria Sharapova en 2008.

## Carrière

### Carrière junior et débuts progressifs sur le circuit professionnel
Durant sa carrière junior, Sofia Kenin remporte la Fed Cup junior et l'Orange Bowl en 2014, puis elle atteint la 2e place mondiale en 2015, avec notamment une finale à l'US Open. En parallèle, elle joue ses premiers tournois ITF dès 2013, remportant ses premiers matches professionnels à l'âge de 14 ans et ses premiers titres en 2016. Elle obtient une wild card à deux reprises pour le tableau senior de l'US Open, s'inclinant au premier tour en 2015 comme en 2016, respectivement face à Mariana Duque Mariño et Karolína Plíšková.
Elle commence réellement sa carrière professionnelle sur le circuit senior en 2017, continuant essentiellement sur le circuit secondaire ITF. Cette année-là, après avoir échoué en qualifications à Roland-Garros et à Wimbledon, elle bénéficie à nouveau d'une invitation pour l'US Open, où elle atteint le troisième tour en battant ses compatriotes Lauren Davis et Sachia Vickery avant de perdre contre Maria Sharapova.

### 2018. Éclosion et entrée dans le top 50
En 2018, elle continue sa progression, commençant sa saison avec deux victoires dans le tournoi WTA d'Auckland, notamment face à Varvara Lepchenko (6-4, 7-6). Elle s'incline en quarts de finale face à la numéro trois mondiale Caroline Wozniacki, son premier match contre une joueuse membre du top 10 en s'offrant le premier set (6-4, 2-6, 4-6). La Danoise remportera deux semaines plus tard l'Open d'Australie.
Durant cette saison, elle participe pour la première fois aux trois autres tournois du Grand Chelem. Si elle perd dès le premier tour à Melbourne contre Julia Görges (4-6, 4-6), douzième au classement WTA, puis à Roland-Garros contre Naomi Osaka (2-6, 5-7), vainqueur cette année-là de son premier US Open, elle gagne son premier match à Wimbledon contre María Sákkari (6-4, 1-6, 6-1) avant de s'incliner contre Vitalia Diatchenko (4-6, 1-6). Elle atteint à nouveau le troisième tour de l'US Open en éliminant sa compatriote Madison Brengle  (6-0, 4-6, 7-6) et une seconde fois María Sákkari (4-6, 6-1, 6-4) avant de tomber contre Karolína Plíšková, huitième joueuse mondiale (4-6, 6-7) et ancienne finaliste du tournoi new yorkais.
Elle réalise plusieurs performances prometteuses durant cette saison. En mars, elle se qualifie pour le tournoi Premier Mandatory d'Indian Wells puis passe un tour dans le tableau principal, contre Claire Liu à qui elle ne laisse que deux jeux (6-2, 6-0) ce qui lui permet d'entrer pour la première fois dans le top 100 du classement WTA. Elle s'incline au tour suivant contre la Chinoise Zhang Shuai (2-6, 3-6). Dans la même catégorie de tournoi, elle enchaîne la semaine suivante à Miami, où elle passe à nouveau par les qualifications avant d'écarter Stefanie Vögele, elle aussi qualifiée (6-4, 6-4) puis la 11e mondiale Daria Kasatkina (3-6, 6-2, 6-2), sa plus belle victoire en carrière jusqu'alors. Elle n'est pas loin de faire tomber la championne Tchèque numéro neuf Petra Kvitová mais est renversée (6-3, 2-6, 4-6).
La transition sur terre sera plus délicate avec des défaites au premier tour de Charleston contre la future championne Ashleigh Barty (3-6, 2-6), Strasbourg contre l'ancienne numéro quatre mondiale Samantha Stosur sur le même score et des éliminations durant les qualifications à Madrid et Rome.
En juin, elle atteint pour la première fois les demi-finales d'un tournoi WTA à Majorque : après un passage en qualification, elle élimine successivement Kateryna Baindl (6-3, 3-6, 6-3) Alison Van Uytvanck (2-6, 6-4, 6-4) et surtout la Française Caroline Garcia, 6e mondiale et tête de série no 1 du tournoi (6-3, 6-3 et sa première victoire en carrière sur une Top 10), avant de s'incliner face à Tatjana Maria (2-6, 6-2, 4-6). Elle passe également un tour en août à San Jose contre la qualifiée Verónica Cepede Royg (6-4, 6-4) avant de tomber contre la Britannique Johanna Konta (1-6, 4-6). Elle ne parvient pas à sortir des qualifications à Montréal, Cincinnati et New Haven mais, elle atteint à nouveau les demi-finales d'un tournoi WTA en septembre à Québec, où elle est désignée tête de série no 5. Elle élimine Mona Barthel (6-3, 6-4), l'invitée Françoise Abanda (6-4, 6-4) et Mónica Puig (tête de série no 3, 6-3, 6-1), avant de s'incliner contre la qualifiée surprise Américaine Jessica Pegula (6-4, 2-6, 4-6), 227e mondiale. À l'issue de ce parcours, elle s'approche alors du top 50 mondial avec une 62e place.
Au tournoi Premier 5 de Wuhan, elle sort des qualifications puis écrase Hsieh Su-wei (6-1, 6-1) et sort Julia Görges (6-3, 2-6, 6-4), respectivement 28e et 10e au classement mondial, avant de perdre contre la future vainqueur Aryna Sabalenka (3-6, 3-6). Fin octobre, elle fait son entrée dans le top 50 à la 49e place. Elle boucle l'année sur une deuxième défaite contre la Biélorusse au premier tour de Tianjin (6-7, 6-4, 0-6).

### 2019. Premiers titres à Hobart, Majorque et Guangzhou, demi-finale à Cincinnati et Toronto
Après avoir été battu à Auckand au second tour par Viktória Hrunčáková (5-7, 7-5, 3-6), elle Sofia Kenin remporte le samedi 12 janvier le premier titre de sa carrière à Hobart, en Australie, dominant facilement en finale la Slovaque Anna Karolína Schmiedlová en deux sets (6-3, 6-0). Elle ne perd aucun set du tournoi, éliminant les Françaises Caroline Garcia (6-3, 6-2) et Alizé Cornet (6-2, 6-4) ainsi que la Belge Kirsten Flipkens (7-5, 7-5) et la Tunisienne Ons Jabeur (7-6, 6-3). Elle gagne son premier match à l'Open d'Australie quelques jours plus tard contre la Russe qualifiée Veronika Kudermetova (6-3, 3-6, 7-5) et s'incline en offrant une belle lutte (3-6, 7-65, 4-6) face à Simona Halep, numéro une mondiale lors de l'Open d'Australie. Elle continue sur sa bonne forme en accédant au troisième tour de Dubaï après s'être défaite de la Roumaine Mihaela Buzărnescu auquel elle ne laisse que trois jeux (6-3, 6-0) et de la numéro treize mondiale Daria Kasatkina (6-3, 2-6, 6-4). Elle subit de nouveau la loi de la Slovaque Viktória Hrunčáková (6-1, 5-7, 6-2). 
Le 3 mars 2019, elle s'incline en finale du tournoi d'Acapulco, dominée en trois sets par la Chinoise Wang Yafan (6-2, 3-6, 5-7), sa première finale sur le continent américain et sa deuxième en carrière. Elle avait profité de deux abandons sur ses deux premiers tours (de Rebecca Peterson et Katie Boulter) et sorti difficilement l'invitée ancienne numéro une mondiale Victoria Azarenka (6-4, 4-6, 7-5) et la jeune Canadienne Bianca Andreescu (6-4, 3-6, 7-5), victorieuse en fin d'année de l'US Open. Elle prend sa revanche en renversant le score contre la Chinoise à Indian Wells (1-6, 7-5, 6-4) mais s'incline de peu au match suivant contre la numéro six Elina Svitolina (6-3, 6-7, 4-6). Elle voit également Bianca Andreescu prendre sa revanche au premier tour de Miami (3-6, 3-6) et rencontre des difficultés sur les semaines suivantes qui marquent le passage à la terre battue. 
Elle accède au second tour à Charleston (éliminée par Mónica Puig) puis s'incline logiquement contre la numéro deux mondiale Petra Kvitová à Madrid, tournoi qu'elle dispute pour la première fois (1-6, 4-6). Elle gagne deux matchs à Rome contre la locale invitée Jasmine Paolini (6-1, 6-2) et sa compatriote Madison Keys, demi-finaliste l'année passée à Roland (6-7, 6-3, 6-4). Elle est seulement battue par une autre Tchèque, la numéro sept Karolína Plíšková, demi-finaliste à l'Open d'Australie en début de saison (6-4, 4-6, 3-6). Après une contre performance à Lyon contre la locale Chloé Paquet, 223e mondiale (3-6, 3-6), elle dispute le deuxième Majeur de l'année. 
À Roland-Garros, après avoir battu Giulia Gatto-Monticone, qualifiée au premier tour en trois sets (6-3, 5-7, 6-2), elle se qualifie pour le troisième tour grâce au forfait de son adversaire Bianca Andreescu. Le 1er juin, elle crée l'exploit en battant sa compatriote Serena Williams, vainqueur de 23 tournois du Grand Chelem (6-2, 7-5), avant de s'incliner face à l'Australienne Ashleigh Barty lors du tour suivant (3-6, 6-3, 0-6) qui remportera le tournoi et deviendra numéro une au cours de l'année. Il s'agit alors de sa première qualification pour une deuxième semaine en Grand Chelem.
Le 23 juin, elle remporte un deuxième titre WTA et son premier titre sur gazon au tournoi de Majorque en battant la Suissesse Belinda Bencic en finale (62-7, 7-65, 6-4) en sauvant notamment trois balles de match. Sur son passage, elle avait effacé les Belges Kirsten Flipkens (6-2, 6-3) et Elise Mertens (1-6, 6-1, 6-3), profité de l'abandon d'Ons Jabeur (6-2, 2-0 ab.) et éliminé la numéro douze en demi-finale, Anastasija Sevastova (6-4, 4-6, 6-2). Après une défaite au premier tour d'Eastbourne contre la 132e et ancienne championne Samantha Stosur (2-6, 3-6), elle rejoint comme l'année passée le deuxième tour à Wimbledon mais ne parvient pas à aller plus loin, battue par l'Ukrainienne Dayana Yastremska (5-7, 6-4, 3-6). Elle perd également au second tour à Washington début août contre sa compatriote Lauren Davis (7-5, 3-6, 4-6).
En août à Toronto, elle parvient jusqu'en demi-finale d'un WTA 1000 pour la première fois de sa jeune carrière après des victoires sur la numéro 1, Ashleigh Barty (65-7, 6-3, 6-4), puis les Ukrainiennes Dayana Yastremska (6-2, 6-2) et Elina Svitolina (7-6, 6-4), parvenant à enchaîner deux victoires sur des Top 10 dans le même tournoi pour la première fois de sa vie. Elle s'incline en plus de deux heures face à la locale Bianca Andreescu (4-6, 65-7), qui remportera la finale sur abandon face à Serena Williams. Elle enchaîne à Cincinnati en accédant de nouveau en demi-finale en battant encore Elina Svitolina (6-3, 7-6) et sur abandon la no 1 mondiale, Naomi Osaka (6-4, 1-6, 2-0 ab.) Elle s'incline en 1 h 23 face à sa compatriote Madison Keys (5-7, 4-6) qui remportera la finale. 
Attendue comme une possible outsider à l'US Open, elle gagne ses deux premiers tours contre Coco Vandeweghe (7-6, 6-3) et Laura Siegemund (7-6, 6-0) mais voit de nouveau Madison Keys, ancienne finaliste du tournoi, lui barrer sa route au troisième tour (3-6, 5-7). Elle parvient début septembre en quarts de finale à Zhengzhou après avoir sorti les Françaises Chloé Paquet (6-2, 7-5) et Alizé Cornet (6-4, 6-2) mais est renversée par la Tchèque numéro deux mondiale Karolína Plíšková (4-6, 6-4, 1-6).
Le 21 septembre, elle remporte un troisième titre WTA au tournoi de Guangzhou en venant à bout de l'Australienne Samantha Stosur en finale (64-7, 6-4, 6-2). Elle avait disposé auparavant de Jasmine Paolini (7-5, 6-1) et Laura Siegemund (6-4, 6-2) pour la deuxième fois de l'année ainsi que de Katarina Zavatska sur le même score et en demi-finale de la Russe Anna Blinkova (7-6, 4-6, 6-1). Elle termine l'année avec des défaites au troisième tour à Wuhan (contre la numéro une Ashleigh Barty) et Pékin après avoir sorti l'ancienne numéro une Garbiñe Muguruza, finaliste quelques mois plus tard à l'Open d'Australie et seulement éliminée par la numéro trois Elina Svitolina (3-6, 7-6, 3-6).
Après avoir participé au Masters bis de Zhuhai, Kenin dispute le Masters de Shenzhen lors du forfait de Bianca Andreescu après son deuxième match à cause d'une blessure au genou. Elle s'inclinera (5-7, 610-7) en plus de deux heures face à la future finaliste, Elina Svitolina qu'elle rencontre pour la cinquième fois de la saison.

### 2020.1revictoire en Grand Chelem à Melbourne, finaliste à Roland-Garros et top 4
À l'entame de l'Open d'Australie, l'Américaine arrive à Melbourne sans réelle performance malgré son 15e rang mondial. Elle a été sorti au deuxième tour sur les deux premiers tournois australiens de l'année, à Brisbane (contre la numéro quatre mondiale Naomi Osaka) et à Adelaïde (face à sa compatriote Danielle Collins). Elle se qualifie pour les quarts de finale pour la première fois lors d'un tournoi du Grand Chelem en battant les qualifiées Martina Trevisan (6-2, 6-4) et Ann Li (6-1, 6-3), puis la Chinoise Zhang Shuai (7-5, 7-67) pour atteindre la seconde semaine. Après en un peu plus de deux heures, elle bat (65-7, 6-3, 6-0) sa jeune compatriote de 15 ans Cori Gauff, tombeuse au tour d'avant de la tenante du titre, Naomi Osaka. Puis atteignant le dernier carré après sa victoire sur Ons Jabeur (6-4, 6-4) en 1 h 32, et révélation du tournoi,. Elle crée la sensation en venant à bout de la no 1 mondiale et locale, Ashleigh Barty (7-66, 7-5) en 1 h 45 de jeu après avoir sauvé 4 balles de set. Se qualifiant du même coup pour sa première finale d'un tournoi du Grand Chelem.
Le 1er février, Kenin s'impose en finale en battant l'Espagnol Garbiñe Muguruza (4-6, 6-2, 6-2) après deux heures de jeu. Elle remporte ainsi son premier tournoi du Grand Chelem à 21 ans, ce qui fait d'elle la plus jeune joueuse à s'imposer à Melbourne depuis Maria Sharapova en 2008,. Victorieuse de son premier titre du Grand Chelem à Melbourne, la jeune Américaine Sofia Kenin (21 ans) intègre le top 8 du classement WTA pour la première fois de sa carrière, occupant la septième place.
Après des défaites d'entrée à Dubaï, renversée par Elena Rybakina (7-6, 3-6, 3-6) et Doha, battue par l'Ukrainienne Dayana Yastremska (3-6, 6-7), Kenin revient au tournoi de Lyon qu'elle remporte avec des victoires compliquées, au mental, face à des joueuses comme la qualifiée terrienne Jaqueline Cristian (6-7, 7-5, 6-4), la Française Océane Dodin (6-1, 6-7, 6-2) la Belge Alison Van Uytvanck (7-6, 6-7, 7-6), seule joueuse du Top 100 qu'elle affrontera et en finale l'Allemande Anna-Lena Friedsam (6-2, 4-6, 6-4). Elle devient la seule joueuse de la saison à remporter plus d'un seul titre et, grâce à cette victoire, elle occupe, le lundi suivant, la 4e place mondiale, son meilleur classement.
Après l'interruption de la saison due à la pandémie mondiale, elle revient pour la tournée américaine US Open. Si elle perd d'entrée à Cincinnati contre la Française Alizé Cornet (1-6, 6-7), elle parvient jusqu'en huitièmes de finale, en tant que tête de série numéro 2 du tournoi, s'inclinant (3-6, 3-6) face à la Belge Elise Mertens. Elle avait gagné auparavant ses matchs contre Yanina Wickmayer (6-2, 6-2), Leylah Fernandez qui participe pour la première fois au tournoi et sera finaliste l'année suivante ainsi que contre la Tunisienne Ons Jabeur, future finaliste elle aussi (7-6, 6-3). Ce parcours constitue jusqu'alors son meilleur résultat au Grand Chelem new-yorkais.
Elle revient en Europe et après un gros loupé contre la Biélorusse Victoria Azarenka (0-6, 0-6), ne marquant aucun jeu, elle arrive le 10 octobre, à Roland-Garros, à s'acheminer jusqu'en finale en tant que tête de série numéro 4 après deux premiers tours compliqués (contre Liudmila Samsonova et les Roumaines Ana Bogdan et Irina Maria Bara) puis des matchs décousus: d'abord face à la Française Fiona Ferro (2-6, 6-2, 6-1), puis en quart contre sa compatriote Danielle Collins (6-4, 4-6, 6-0) et enfin, la Tchèque Petra Kvitová (6-4, 7-5) en 1 h 45,. Kenin est battue en finale (4-6, 1-6) par la surprise du tournoi, la jeune Polonaise de 19 ans Iga Świątek , qui gagne ainsi son premier Roland Garros en carrière. Kenin était diminuée par une douleur à la cuisse gauche mais ne s'en servit pas comme excuse et félicita son adversaire. Sa saison se termine sur cette nouvelle grande performance en Grand Chelem.

### 2021-2022. Période difficile
Elle commence la saison 2021 par le tournoi d'Abou Dhabi en janvier. Après s'être défaite de la qualifiée Yang Zhaoxuan (7-6, 6-2), elle profite, alors qu'elle est menée, de l'abandon de la Belge Kirsten Flipkens (5-7, 5-4 ab.). Elle renverse après être passée proche de la défaite en huitièmes de finale la Kazakh Yulia Putintseva (3-6, 7-6, 6-4), puis s'effondre contre la Grecque María Sákkari (6-2, 2-6, 0-6) en quarts de finale. Profitant d'un nouvel abandon au premier tour de Melbourne contre Camila Giorgi (7-5 ab.), elle effectue une nouvelle victoire renversante sa compatriote Jessica Pegula (5-7, 7-5, 6-2) mais s'incline encore en quarts de finale contre celle qu'elle avait battue en finale de l'Open d'Australie, l'année passée, l'Espagnole Garbiñe Muguruza (2-6, 2-6). Arrivé en tant que numéro quatre mondiale pour le premier Majeur de la saison, elle passe avec difficultés l'invitée locale Maddison Inglis (7-5, 6-4) mais s'incline au deuxième tour contre l'Estonienne Kaia Kanepi (3-6, 2-6). Après une nouvelle défaite contre la non-classée Olivia Gadecki (6-2, 6-7, 4-6), elle s'envole pour la tournée américaine. Loin de rebondir, elle inquiète en étant éliminée au second tour de Miami contre la Tunisienne Ons Jabeur, qui finira l'année dans le Top 10 (4-6, 6-4, 4-6), après avoir renversé difficilement l'Allemande Andrea Petkovic, 107e mondiale (6-7, 6-1, 6-3) et en chutant d'entrée à Charleston contre sa compatriote Lauren Davis (6-4, 3-6, 4-6). 
Elle s'envole pour la tournée sur terre battue européenne et essuie deux nouvelles défaite au premier tour, la première contre Anett Kontaveit à Stuttgart (5-7, 4-6) qui effectue la meilleure saison de sa carrière et la seconde à Rome contre la Tchèque Barbora Krejčíková (1-6, 4-6), vainqueur cette année là du tournoi de Roland Garros. Arrivée à Paris en mal de confiance, elle parvient néanmoins jusqu'en huitièmes de finale après plusieurs victoires importantes. Elle bat au premier tour l'ancienne lauréate Jeļena Ostapenko (6-4, 4-6, 6-3), s'impose contre la qualifiée Hailey Baptiste (7-5, 6-3) et sort de nouveau après avoir mené une manche à zéro sa compatriote Jessica Pegula (4-6, 6-1, 6-4). Elle tombe comme à Abou Dhabi contre María Sákkari (1-6, 3-6), qui infligera au tour suivant à la Polonaise Iga Świątek sa seule défaite Porte d'Auteuil entre 2020 et 2023. Handicapée par des blessures, elle ne dispute pas de préparation sur gazon et joue à Wimbledon le dernier tournoi de sa saison. Elle s'impose contre la jeune Chinoise Wang Xinyu, issue des qualifications (6-4, 6-2) mais s'incline au tour suivant contre l'Américaine Madison Brengle, 82e mondiale (2-6, 4-6). Elle est handicapée par la suite par un test positif au COVID-19 qui l'empêche de participer à l'US Open et par une blessure au pied. Par son absence des courts, elle sort logiquement du Top 10 en fin de saison.
L'Américaine revient sur le circuit à l'occasion du tournoi d'Adelaïde 1, début janvier et engrange deux victoires pour son retour contre la qualifiée Lucia Bronzetti (7-5, 7-5) et une à l'arraché contre la locale Ajla Tomljanović (3-6, 7-6, 6-3). Elle subit la loi de la numéro une et locale Ashleigh Barty, qui dispute son avant dernier tournoi professionnel avant sa victoire à l'Open d'Australie quelques semaines plus tard en quarts de finale (3-6, 4-6). Cette défaite, même si elle est encourageante, la fait dégringoler au classement vers la 90e place mondiale et est la première d'une longue série pour l'Américaine cette saison là. Elle s'effondre au premier tour de Sydney contre la Russe Daria Kasatkina (4-6, 0-6) puis s'incline d'entrée dans un match disputé contre sa compatriote Madison Keys (6-7, 5-7), qui se hissera jusqu'en demi-finale du Grand Chelem australien. Elle subit mi-février une défaite très sèche contre la Lettone Jeļena Ostapenko (1-6, 2-6) puis une autre lors du tournoi de Doha contre l'Américaine Ann Li (3-6, 7-6, 3-6) qui la fait sortir du Top 100.
Loin de s'arrêter, sa mauvaise série continue à Indian Wells face à la Brésilienne Beatriz Haddad Maia (3-6, 5-7), à Washington et l'éjecte au delà du Top 400. Bénéficiant d'une invitation pour jouer à Washington, elle s'incline contre une autre Sud-Américaine, Camila Osorio (6-7, 1-6). Elle est proche d'un premier succès à Toronto mais perd contre Sloane Stephens (2-6, 7-6, 5-7) et ne fait pas le poids à Cincinnati contre une autre invitée, l'Américaine Shelby Rogers (2-6, 1-6). Elle met fin à sa terrible série de neuf défaites en s'imposant pour la première fois depuis sept mois à Cleveland, d'abord contre la qualifiée 437e mondiale Dalayna Hewitt (6-4, 6-3) puis contre Irina-Camelia Begu (6-3, 6-2), 34e. Elle s'arrête en quarts de finale contre Bernarda Pera (2-6, 7-5, 3-6). 
Elle ne se relance néanmoins pas, en atteste ses trois défaites au premier tour à l'US Open (contre Jule Niemeier), à Tokyo (contre Fernanda Contreras Gómez) et San Diego (contre la locale Coco Vandeweghe), toutes contre des joueuses classées hors du Top 100. Elle termine l'année par trois WTA 125, dans lesquels elle ne signe pas de performances notables, s'arrêtant en quarts à Midland, au deuxième tour à Angers et au premier tour à Limoges pour terminer sa saison désastreuse qu'elle conclut au 235e rang mondial.

### 2023. Remontée progressive au classement, finale à San Diego et demi-finale à Guadalajara
Elle commence l'année par une victoire sur la Chinoise Wang Xinyu (7-6, 6-3) à Auckland avant de perdre logiquement contre la jeune septième mondiale Coco Gauff (4-6, 4-6), qui remportera l'US Open en fin d'année. Sofia Kenin prend un bon départ pour la saison 2023 en atteignant les demi-finales du tournoi de Hobart à la faveur de victoire sur Zhu Lin (6-2, 6-2), Maryna Zanevska (6-2, 6-3) et Anhelina Kalinina (4-6, 6-3, 6-1). Elle butte sur l'Italienne Elisabetta Cocciaretto (5-7, 6-4, 1-6).   
À l'Open d'Australie 2023, elle perd au premier tour contre Victoria Azarenka, ancienne numéro une et future demi-finaliste du Majeur australien dans un match de plus de deux heures (4-6, 6-7).
Elle effectue un cours détour infructueux vers l'Europe (éliminée dès le premier tour à Linz par Jule Niemeier) avant de disputer la tournée de la péninsule arabique. Toujours invitée par les organisateurs, elle obtient une belle victoire contre la quinzième mondiale, Liudmila Samsonova en ne cédant que quatre jeux (6-3, 6-1) avant de tomber contre une autre Russe, Veronika Kudermetova (2-6, 5-7). Elle est écrasée au premier tour à Dubaï par la Tchèque Marie Bouzková (1-6, 1-6).
Elle passe un tour à Indian Wells contre sa compatriote Sloane Stephens (6-4, 6-1) et perd les deux tie-breaks d'un match serré contre la dixième mondiale Elena Rybakina, finaliste à l'Open d'Australie en début d'année puis confirme son regain de forme en franchissant deux tours à Miami, vainqueur de la qualifiée Strom Hunter (6-0, 7-6) et de nouveau d'Anhelina Kalinina (6-3, 6-4), ne subissant la loi que de la Canadienne Bianca Andreescu ancienne numéro quatre (4-6, 4-6). En conséquence, elle revient dans le top 150 du classement.
Il s'ensuit la tournée sur terre battue où elle obtient des résultats mitigés. Elle franchit un tour à Charleston contre Aliaksandra Sasnovich (6-1, 6-7, 6-1) avant de perdre deux matchs d'affilée contre la Roumaine Irina-Camelia Begu (1-6, 4-6) et à Madrid face à la Belge Maryna Zanevska, une nouvelle grosse défaite (0-6, 3-6). Elle parvient à Rome sans grand repères et après avoir difficilement écarté Cristina Bucșa (6-3, 6-7, 7-5), parvient à obtenir une des plus belle victoires de sa carrière contre la Biélorusse Aryna Sabalenka, numéro deux mondiale et vainqueur de l'Open d'Australie au mois de janvier (7-6, 6-2). C'est la première fois qu'elle bat une joueuse du Top 10 depuis près de trois saisons. Elle égalise ainsi son meilleur résultat en capitale italienne mais ne parvient pas à franchir le troisième tour, battue par la revancharde Anhelina Kalinina (4-6, 2-6).
Obligée de passer par les qualifications à Roland Garros, elle subit la loi de la locale invitée Margaux Rouvroy, 283e mondiale au premier tour (4-6, 3-6). Elle ne parvient pas non plus à sortir des qualifications à Nottingham, éliminée par la 272e mondiale Sonay Kartal (2-6, 6-7). Après un second tour à Gaiba, toujours sur gazon en Italie, elle dispute les qualifications à Wimbledon. Elle retrouve la confiance en enchaînant les victoires solides sur Irina Falconi (6-3, 6-2), Moyuka Uchijima (6-0, 6-3) et sa compatriote Taylor Townsend (6-3, 6-3) pour retrouver le tableau final du Grand Chelem londonien. Elle hérite d'un tirage difficile et retrouve la numéro sept Coco Gauff. A la surprise générale, elle s'impose au premier tour contre la jeune Américaine (6-4, 4-6, 6-2), empochant sa 1re victoire en grand Chelem depuis Wimbledon 2021 et sa première victoire sur une Top 10 sur gazon dans sa carrière. Elle remporte un nouveau match contre une autre jeune joueuse, la Chinoise Wang Xinyu (6-4, 6-3) et participe ainsi pour la première fois de sa carrière au troisième tour à Wimbledon. Opposée à la revenante Elina Svitolina, elle s'incline (6-7, 2-6) contre l'Ukrainienne qui parviendra jusqu'en demi-finale.

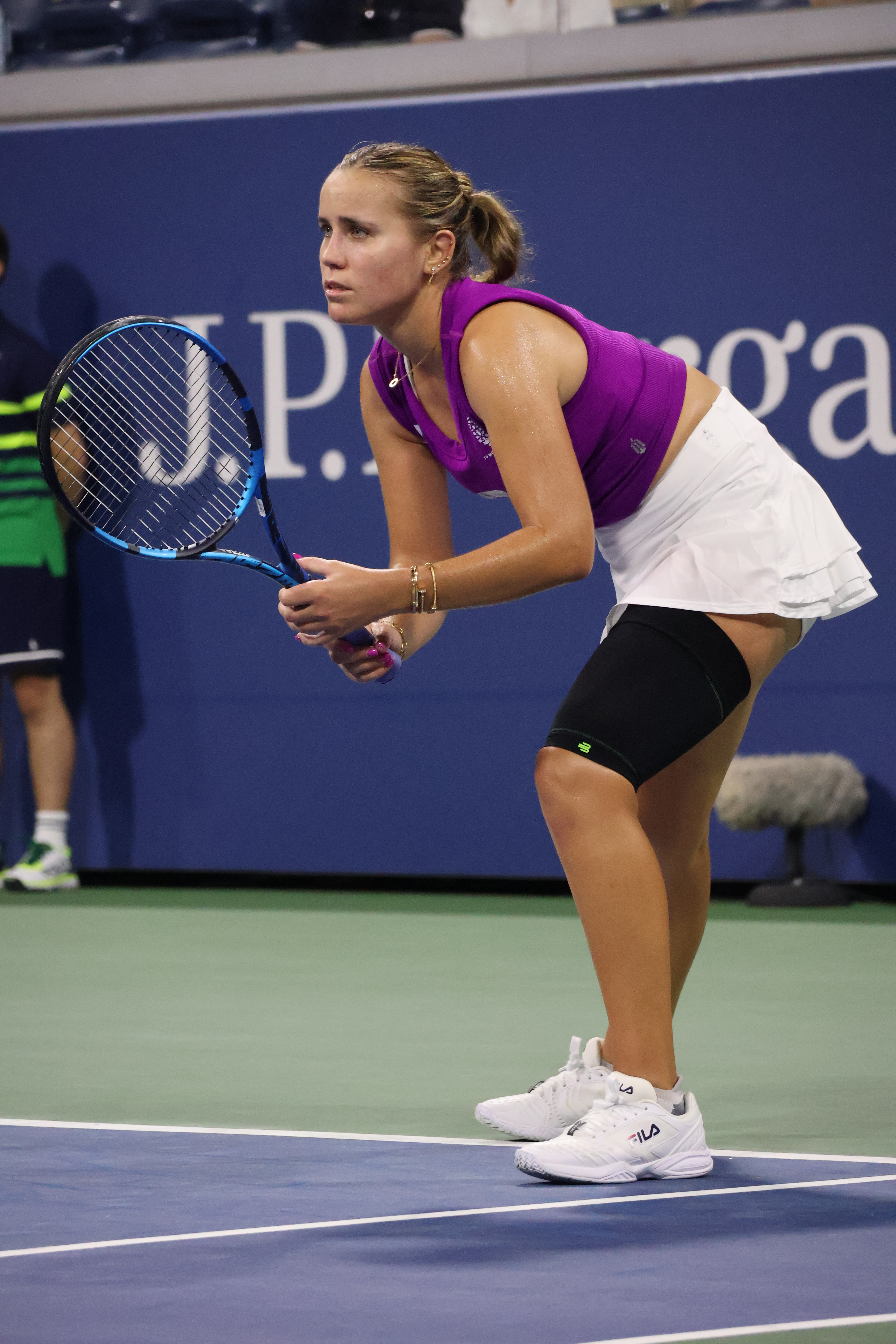
Sofia Kenin à l'US Open 2023.

Après l'US Open où elle remporte un match contre la Roumaine Ana Bogdan (7-6, 6-4) et se fait renverser par la Russe Daria Kasatkina au second tour (6-2, 4-6, 4-6), elle réintègre le Top 100.
Mi-septembre, elle est invitée au tournoi de San Diego où elle sort les Russes Veronika Kudermetova, tête de série numéro six (6-4, 6-4) et Anastasia Potapova (6-2, 6-3) ainsi que ses compatriotes, Katie Volynets, invitée elle aussi (1-6, 6-4, 6-2) et la jeune Emma Navarro, sortie des qualifications (6-2, 5-7, 6-4). Ces victoires lui permettent de disputer sa première finale depuis trois ans où elle est opposée à l'ancienne numéro deux Barbora Krejčíková. La Tchèque remporte le match (4-6, 6-2, 4-6) mais ce tournoi reste une réussite pour elle. Elle enchaîne la semaine suivante à Guadalajara où elle se débarrasse de Carol Zhao, qualifiée Canadienne (6-4, 6-3), ainsi que de l'Ukrainienne Anhelina Kalinina (6-2, 7-6) qu'elle affronte pour la quatrième fois cette saison, de la tête de série numéro six Jeļena Ostapenko (6-4, 7-5) et de l'ancienne finaliste de l'US Open Leylah Fernandez (6-4, 6-7, 6-1). Elle rejoint alors pour la troisième fois de sa carrière et pour la première fois depuis quatre ans les demi-finales d'un WTA 1000. Elle y joue sa compatriote, autre surprise du tournoi, Caroline Dolehide, 111e joueuse mondiale qui la surprend (5-7, 3-6). Elle revient alors dans le Top 50 à l'issue du tournoi. Elle boucle l'année par deux défaites lors de la tournée asiatique contre la numéro une Aryna Sabalenka (1-6, 2-6) à Pékin et contre la 162e mondiale et locale Jang Su-jeong (1-6, 4-6) à Séoul.

### 2024. Finale à Tokyo
Son début de saison est désastreux avec une seule victoire sur ses quatre premiers mois. Elle s'incline en deux manches contre l'invitée locale Arina Rodionova (5-7, 6-7) à Brisbane, et remporte son seul match sur cette période à Hobart face à la Belge Greet Minnen (6-3, 6-3) avant de tomber contre une autre wild-card, Daria Saville, 195e mondiale (6-7, 1-6). Elle n'a pas de chance au tirage de l'Open d'Australie, devant jouer la numéro une mondiale Iga Świątek, vainqueur du Masters de fin d'année (6-7, 2-6) dès le premier tour. Elle ne sort pas des qualifications d'Abou Dhabi début février et enchaîne les défaites au premier tour, à Doha contre Marie Bouzková (5-7, 6-2, 5-7), à Dubaï face à la Roumaine Sorana Cîrstea (3-6, 6-7), à Indian Wells contre la Bulgare Viktoriya Tomova  (4-6, 6-7), à Miami contre sa compatriote Katie Volynets, 121e et sortie des qualifications (2-6, 6-4, 3-6), ces deux dernières joueuses jouant pour la première fois ces WTA 1000 , à Charleston contre une autre Américaine, Taylor Townsend (3-6, 3-6) et enfin à Madrid contre Anna Karolína Schmiedlová (3-6, 4-6). Elle brise sa série à Lleida en Espagne et confirme à Rome où après avoir sortie l'Italienne Lucia Bronzetti (6-3, 6-2), elle bat sa seule Top 10 de l'année, la Tunisienne Ons Jabeur, numéro neuf mondiale (7-5, 2-6, 6-4) avant d'être éliminée par une autre surprise du tournoi, la Slovaque Rebecca Šramková, sortie des qualifications (4-6, 6-4, 4-6) et qui joue pour la première fois à ce stade en WTA 1000. Après une défaite à Strasbourg contre Chloé Paquet, 139e au classement WTA et poussée par le public (4-6, 6-7), elle part disputer les Internationaux de France. 
Elle renverse la vétérane Laura Siegemund au premier tour (4-6, 6-2, 6-2) avant de sortir la locale Caroline Garcia, ancienne numéro quatre mondiale (6-3, 6-3), devant  échouer au troisième tour contre la jeune Danoise Clara Tauson qui parvient à jouer sa première deuxième semaine en Majeur. Elle sort des qualifications à Eastbourne et malgré le gain du deuxième set, s'écroule contre la locale invitée Harriet Dart (3-6, 7-6, 0-6) avant de retrouver une nouvelle fois Iga Świątek, récente vainqueur de son quatrième Roland Garros, au premier tour de Wimbledon (3-6, 4-6). Elle subit la loi de l'ancienne numéro deux Paula Badosa (1-6, 6-7) à Washington, l'Espagnole remportant le titre quelques jours plus tard, mais également à Toronto contre la qualifiée Wang Yafan (5-7, 6-7) qui joue pour la première fois le tournoi. Elle franchit un tour dans un duel de prestige contre l'ancienne lauréate Emma Raducanu à l'US Open (6-1, 3-6, 6-4) avant de tomber logiquement, écartée par la sixième joueuse mondiale Jessica Pegula, vainqueur à Cincinnati, finaliste à l'Open du Canada et finaliste pour la première fois en Majeur quelques jours plus tard à New York. Elle sort du Top 150 durant le mois de septembre mais enregistre une victoire à Pékin contre Ana Bogdan (7-5, 6-2) mais joue la jeune Diana Shnaider, qui effectue sa première saison pleine sur le circuit (2-6, 3-6) dès le tour suivant. Deux nouvelles défaites s'ajoutent, à Wuhan contre Ekaterina Alexandrova (1-6, 6-4, 4-6) et à Osaka contre la 188e Aoi Ito (2-6, 6-3, 5-7) alors qu'elle mène 5 jeux à deux dans la dernière manche. 
Elle parvient en fin de saison en finale à Tokyo, alors qu'elle est invitée. Elle sort d'abord la Chinoise Wang Xinyu, demi-finaliste récente à Wuhan (6-1, 6-4) puis en passant à deux points du match la Danoise Clara Tauson (6-7, 6-4, 7-6). Il s'ensuit deux nouveaux succès contre la neuvième mondiale Daria Kasatkina, vainqueur plus tôt dans le mois de Ningbo (6-3, 6-4), ce qui constitue sa première victoire sur une Top 10 sur dur depuis quatre saisons, ainsi que contre Katie Boulter (6-4, 6-4). Elle tombe sur plus forte qu'elle en finale et cède contre Zheng Qinwen, finaliste en début d'année à l'Open d'Australie (6-7, 3-6) et numéro sept mondiale. Ce bon résultat lui permet de réintégrer le Top 100 en fin d'année. Elle termine cette tournée asiatique réussie par deux victoires sur des joueuses classées hors du Top 100, Mei Yamaguchi (6-4, 6-4) et Jessika Ponchet (7-5, 6-4) avant d'être sortie par Yuan Yue à Hong Kong (3-6, 3-6) en quarts de finale.

### 2025. Finale à Charleston et quart de finale à Dubaï
Invitée au tournoi de Dubaï en février, elle y remporte son premier match depuis six ans contre la Croate Donna Vekić (7-5, 6-3) avant de sortir d'un combat acharné contre l'Ukrainienne Marta Kostyuk (5-7, 7-6, 7-6). Elle profite de la blessure de la tenante du titre et numéro quatre mondiale Jasmine Paolini en huitièmes de finale pour battre sa première Top 10 sur dur depuis cinq saisons (6-4, 6-0) avant de s'incliner logiquement en quarts contre Elena Rybakina, septième au classement WTA (2-6, 6-7). Elle joue le tournoi de Charleston, le premier sur terre de la saison et s'impose sèchement contre Belinda Bencic, auteur d'un bon début de saison (6-0, 6-3) ainsi que face à l'Australienne Daria Kasatkina, ancienne demi-finaliste à Roland Garros (6-3, 7-6) et vainqueur du tournoi. Elle continue son parcours en sortant la Russe Anna Kalinskaya (6-4, 6-3) et en profitant de l'abandon d'Amanda Anisimova à cause d'une blessure au dos, titrée à Doha en début de saison (5-2 ab.). Elle joue ainsi sa dixième finale en carrière, la première sur terre depuis celle perdue à Roland Garros en 2020. Elle retrouve Jessica Pegula, quatrième joueuse mondiale et finaliste à Miami quelques jours avant qui la bat une nouvelle fois (3-6, 5-7).

## Palmarès

### Titres en simple dames
| No | Date       | Nom et lieu du tournoi                          | Catégorie | Dotation     | Surface      | Finaliste                 | Score           |          |
| -- | ---------- | ----------------------------------------------- | --------- | ------------ | ------------ | ------------------------- | --------------- | -------- |
| 1  | 07-01-2019 | Hobart International, Hobart                    | Intern'l  | 250 000 $    | Dur (ext.)   | Anna Karolína Schmiedlová | 6-3, 6-0        | Parcours |
| 2  | 17-06-2019 | Mallorca Open, Calvià                           | Intern'l  | 226 750 $    | Gazon (ext.) | Belinda Bencic            | 62-7, 7-65, 6-4 | Parcours |
| 3  | 16-09-2019 | Guangzhou International’s Women Open, Guangzhou | Intern'l  | 226 750 $    | Dur (ext.)   | Samantha Stosur           | 64-7, 6-4, 6-2  | Parcours |
| 4  | 20-01-2020 | Australian Open, Melbourne                      | G. Chelem | 71 000 000 $ | Dur (ext.)   | Garbiñe Muguruza          | 4-6, 6-2, 6-2   | Parcours |
| 5  | 02-03-2020 | Open 6e sens, Lyon                              | Intern'l  | 271 750 $    | Dur (int.)   | Anna-Lena Friedsam        | 6-2, 4-6, 6-4   | Parcours |

### Finales en simple dames
| No | Date       | Nom et lieu du tournoi                                | Catégorie | Dotation     | Surface      | Vainqueure         | Score         |          |
| -- | ---------- | ----------------------------------------------------- | --------- | ------------ | ------------ | ------------------ | ------------- | -------- |
| 1  | 25-02-2019 | Abierto Mexicano TELCEL presentado por HSBC, Acapulco | Intern'l  | 226 750 $    | Dur (ext.)   | Wang Yafan         | 2-6, 6-3, 7-5 | Parcours |
| 2  | 27-09-2020 | Roland-Garros, Paris                                  | G. Chelem | 38 409 679 $ | Terre (ext.) | Iga Świątek        | 6-4, 6-1      | Parcours |
| 3  | 11-09-2023 | Cymbiotika San Diego Open, San Diego                  | WTA 500   | 780 637 $    | Dur (ext.)   | Barbora Krejčíková | 6-4, 2-6, 6-4 | Parcours |
| 4  | 21-10-2024 | Toray Pan Pacific Open, Tokyo                         | WTA 500   | 922 573 $    | Dur (ext.)   | Zheng Qinwen       | 7-65, 6-3     | Parcours |
| 5  | 31-03-2025 | Credit One Charleston Open, Charleston                | WTA 500   | 1 064 510 $  | Terre (ext.) | Jessica Pegula     | 6-3, 7-5      | Parcours |

### Titres en double dames
| No | Date       | Nom et lieu du tournoi             | Catégorie | Dotation    | Surface    | Partenaire            | Finalistes                          | Score             |          |
| -- | ---------- | ---------------------------------- | --------- | ----------- | ---------- | --------------------- | ----------------------------------- | ----------------- | -------- |
| 1  | 31-12-2018 | ASB Classic Auckland               | Intern'l  | 250 000 $   | Dur (ext.) | Eugenie Bouchard      | Paige Mary Hourigan Taylor Townsend | 1-6, 6-1, [10-7]  | Parcours |
| 2  | 28-09-2019 | China Open Pékin                   | PREMIER*  | 7 430 905 $ | Dur (ext.) | Bethanie Mattek-Sands | Jeļena Ostapenko Dayana Yastremska  | 6-3, 65-7, [10-7] | Parcours |
| 3  | 05-02-2024 | Mubadala Abu Dhabi Open Abou Dabi  | WTA 500   | 922 573 $   | Dur (ext.) | Bethanie Mattek-Sands | Linda Nosková Heather Watson        | 6-4, 7-64         | Parcours |
| 4  | 19-03-2024 | Miami Open presented by Itaú Miami | WTA 1000  | 8 770 480 $ | Dur (ext.) | Bethanie Mattek-Sands | Gabriela Dabrowski Erin Routliffe   | 4-6, 7-65, [11-9] | Parcours |

### Finale en double dames
| No | Date       | Nom et lieu du tournoi           | Catégorie | Dotation    | Surface    | Vainqueures                 | Partenaire        | Score    |          |
| -- | ---------- | -------------------------------- | --------- | ----------- | ---------- | --------------------------- | ----------------- | -------- | -------- |
| 1  | 21-07-2025 | Mudabala Citi DC Open Washington | WTA 500   | 1 282 951 $ | Dur (ext.) | Taylor Townsend Zhang Shuai | Caroline Dolehide | 6-1, 6-1 | Parcours |

## Parcours en Grand Chelem

### Victoire (1)
| Année | Tournoi          | Adversaire en finale | Score         |
| 2020  | Open d'Australie | Garbiñe Muguruza     | 4-6, 6-2, 6-2 |

### Finale (1)
| Année | Tournoi       | Adversaire en finale | Score    |
| 2020  | Roland-Garros | Iga Świątek          | 6-4, 6-1 |

### En simple dames
| Année | Open d'Australie | Open d'Australie  | Internationaux de France | Internationaux de France | Wimbledon       | Wimbledon          | US Open         | US Open              |
| ----- | ---------------- | ----------------- | ------------------------ | ------------------------ | --------------- | ------------------ | --------------- | -------------------- |
| 2015  | —                | —                 | —                        | —                        | —               | —                  | 1er tour (1/64) | Mariana Duque Mariño |
| 2016  | —                | —                 | —                        | —                        | —               | —                  | 1er tour (1/64) | Karolína Plíšková    |
| 2017  | —                | —                 | —                        | —                        | Q1              | Jana Fett          | 3e tour (1/16)  | Maria Sharapova      |
| 2018  | 1er tour (1/64)  | Julia Görges      | 1er tour (1/64)          | Naomi Osaka              | 2e tour (1/32)  | Vitalia Diatchenko | 3e tour (1/16)  | Karolína Plíšková    |
| 2019  | 2e tour (1/32)   | Simona Halep      | 1/8 de finale            | Ashleigh Barty           | 2e tour (1/32)  | Dayana Yastremska  | 3e tour (1/16)  | Madison Keys         |
| 2020  | Victoire         | Garbiñe Muguruza  | Finale                   | Iga Świątek              | Annulé          | Annulé             | 1/8 de finale   | Elise Mertens        |
| 2021  | 2e tour (1/32)   | Kaia Kanepi       | 1/8 de finale            | María Sákkari            | 2e tour (1/32)  | Madison Brengle    | —               | —                    |
| 2022  | 1er tour (1/64)  | Madison Keys      | —                        | —                        | —               | —                  | 1er tour (1/64) | Jule Niemeier        |
| 2023  | 1er tour (1/64)  | Victoria Azarenka | Q1                       | Margaux Rouvroy          | 3e tour (1/16)  | Elina Svitolina    | 2e tour (1/32)  | Daria Kasatkina      |
| 2024  | 1er tour (1/64)  | Iga Świątek       | 3e tour (1/16)           | Clara Tauson             | 1er tour (1/64) | Iga Świątek        | 2e tour (1/32)  | Jessica Pegula       |
| 2025  | 1er tour (1/64)  | Coco Gauff        | 3e tour (1/16)           | Madison Keys             | 2e tour (1/32)  | J. Bouzas Maneiro  |                 |                      |

N.B. : à droite du résultat se trouve le nom de l'ultime adversaire.

### En double dames
| 2018 | —                                                                                         | —                                                                                         | —                                                                                     | —                                                                                    | 2e tour (1/16) S. Vickery \|\| style="text-align:left;" \| K. Flipkens M. Niculescu  | 1er tour (1/32) S. Vickery \|\| style="text-align:left;" \| V. Diatchenko M. Gasparyan |
| 2019 | 1er tour (1/32) M. Barthel \|\| style="text-align:left;" \| L. Hradecká E. Makarova       | 2e tour (1/16) A. Petkovic \|\| style="text-align:left;" \| L. Hradecká A. Klepač         | 1er tour (1/32) A. Petkovic \|\| style="text-align:left;" \| N. Kichenok A. Spears    | 1er tour (1/32) T. Maria \|\| style="text-align:left;" \| Chan H.-j. Chan Y.-j.      |                                                                                      |                                                                                        |
| 2020 | 1/8 de finale B. Mattek-Sands \|\| style="text-align:left;" \| B. Krejčíková K. Siniaková | 1/4 de finale B. Mattek-Sands \|\| style="text-align:left;" \| B. Krejčíková K. Siniaková | Annulé                                                                                | Annulé                                                                               | 2e tour (1/8) V. Azarenka \|\| style="text-align:left;" \| L. Siegemund V. Zvonareva |                                                                                        |
| 2021 | 1er tour (1/32) B. Bencic \|\| style="text-align:left;" \| A. Guarachi D. Krawczyk        | —                                                                                         | —                                                                                     | 1er tour (1/32) B. Bencic \|\| style="text-align:left;" \| M. Kostyuk J. Ostapenko   | —                                                                                    | —                                                                                      |
| 2022 | 1er tour (1/32) Y. Putintseva \|\| style="text-align:left;" \| Xu Y. Yang Z.              | —                                                                                         | —                                                                                     | —                                                                                    | —                                                                                    | 1er tour (1/32) A. Tomljanović \|\| style="text-align:left;" \| H. Baptiste W. Osuigwe |
| 2023 | 1er tour (1/32) Y. Putintseva \|\| style="text-align:left;" \| C. Bucșa M. Ninomiya       | —                                                                                         | —                                                                                     | —                                                                                    | —                                                                                    | 1er tour (1/32) C. Vandeweghe \|\| style="text-align:left;" \| C. Bucșa A. Panova      |
| 2024 | 1er tour (1/32) A. Muhammad \|\| style="text-align:left;" \| Chan H.-c. G. Olmos          | 2e tour (1/16) B. Mattek-Sands \|\| style="text-align:left;" \| C. Bucșa M. Niculescu     | 1/8 de finale B. Mattek-Sands \|\| style="text-align:left;" \| Hsieh S.-w. E. Mertens | 1/8 de finale B. Mattek-Sands \|\| style="text-align:left;" \| D. Schuurs L. Stefani |                                                                                      |                                                                                        |
| 2025 | 1er tour (1/32) M. Niculescu \|\| style="text-align:left;" \| M. Kato R. Zarazúa          | 1er tour (1/32) L. Kichenok \|\| style="text-align:left;" \| M. Joint O. Kalashnikova     | 1/4 de finale C. Dolehide \|\| style="text-align:left;" \| O. Gadecki D. Krawczyk     |                                                                                      |                                                                                      |                                                                                        |

N.B. : le nom de la partenaire se trouve sous le résultat ; les noms des ultimes adversaires se trouvent à droite.

## Parcours en «Premier» et WTA 1000
Les tournois WTA « Premier Mandatory » et « Premier 5 » (entre 2009 et 2020) et WTA 1000 (à partir de 2021) constituent les catégories d'épreuves les plus prestigieuses, après les quatre levées du Grand Chelem. 

De 2009 à 2023, les tournois Premier Mandatory (dits tournois WTA 1000 obligatoires entre 2021 et 2023) regroupent Indian Wells, Miami, Madrid et Pékin, les autres constituant les tournois Premier 5 (tournois WTA 1000 non-obligatoires). À partir de 2024, le nombre de tournois WTA 1000 passe à 10 par saison (fin de l’alternance Doha / Dubaï), ces derniers devenant tous obligatoires et offrant tous 1000 points à la vainqueure (contre 900 points précédemment pour les tournois Premier 5).

### En simple dames
| Année |       |                              |                             |                             |                             |                                   |                              |                             |                            |                              |  |                                |
| Doha  | Dubaï | Indian Wells                 | Miami                       | Madrid                      | Rome                        | Canada                            | Cincinnati                   | Pékin                       |                            | Wuhan                        |  |                                |
| Doha  | Dubaï | Indian Wells                 | Miami                       | Madrid                      | Rome                        | Canada                            | Cincinnati                   | Pékin                       | Guadalajara                |                              |  |                                |
| Doha  | Dubaï | Indian Wells                 | Miami                       | Madrid                      | Rome                        | Canada                            | Cincinnati                   | Pékin                       |                            |                              |  |                                |
| 2018  |       |                              | WTA 500                     | 2e tour (1/32) Zhang S.     | 3e tour (1/16) P. Kvitová   |                                   |                              |                             |                            |                              |  | 3e tour (1/8) A. Sabalenka     |
| 2019  |       | WTA 500                      | 3e tour (1/8) V. Kužmová    | 2e tour (1/32) E. Svitolina | 2e tour (1/32) B. Andreescu | 1er tour (1/32) P. Kvitová        | 3e tour (1/8) Ka. Plíšková   | 1/2 finale B. Andreescu     | 1/2 finale M. Keys         | 3e tour (1/8) E. Svitolina   |  | 3e tour (1/8) A. Barty         |
| 2020  |       | 2e tour (1/16) D. Yastremska | WTA 500                     | Annulé                      | Annulé                      | Annulé                            | 2e tour (1/16) V. Azarenka   | Annulé                      | 2e tour (1/16) A. Cornet   | Annulé                       |  | Annulé                         |
| 2021  |       | WTA 500                      |                             |                             | 3e tour (1/16) O. Jabeur    |                                   | 2e tour (1/16) B. Krejčíková |                             |                            | Annulé                       |  | Annulé                         |
| 2022  |       |                              | WTA 500                     | 1er tour (1/64) B. Haddad   |                             |                                   |                              | 1er tour (1/32) S. Stephens | 1er tour (1/32) S. Rogers  | Hors calendrier              |  |                                |
| 2023  |       | WTA 500                      | 1er tour (1/32) M. Bouzková | 2e tour (1/32) E. Rybakina  | 3e tour (1/16) B. Andreescu | 1er tour (1/64) M. Zanevska       | 3e tour (1/16) A. Kalinina   |                             |                            | 1er tour (1/32) A. Sabalenka |  | 1/2 finale C. Dolehide         |
| 2024  |       | 1er tour (1/32) M. Bouzková  | 1er tour (1/32) S. Cîrstea  | 1er tour (1/64) V. Tomova   | 1er tour (1/64) K. Volynets | 1er tour (1/64) A. K. Schmiedlová | 3e tour (1/16) R. Šramková   | 1er tour (1/32) Wang Y.     |                            | 2e tour (1/32) D. Shnaider   |  | 1er tour (1/32) E. Alexandrova |
| 2025  |       | 3e tour (1/8) O. Jabeur      | 1/4 de finale E. Rybakina   | 2e tour (1/32) D. Kasatkina | 2e tour (1/32) C. Gauff     | 3e tour (1/16) A. Potapova        | 3e tour (1/16) A. Sabalenka  | 2e tour (1/32) V. Mboko     | 2e tour (1/32) V. Gracheva |                              |  |                                |

Sous le résultat, l’ultime adversaire.
1. 1 2   Les tournois de Doha et Dubaï alternent le statut de tournoi WTA 1000 (ex Premier 5) entre 2009 et 2023 : les trois premières éditions ont lieu à Dubaï, les trois suivantes à Doha, puis Dubaï accueille le tournoi de cette catégorie les années impaires et Dubaï les années paires. De 2011 à 2023, la ville qui n’accueille pas de WTA 1000 organise à la place un tournoi WTA 500 (ex Premier).
2. 1 2 3 4 5 6 7   L’ordre de déroulement des tournois a évolué depuis 2009 : Rome se dispute avant Madrid et Cincinnati avant Montréal/Toronto jusqu’en 2010, tandis que Tokyo (2009-2013)-Wuhan (2014-2019, 2024-)-Guadalajara (2022-2023) ont lieu avant Pékin jusqu’en 2023.
3. 1 2 3 4 5 6 7 8  Du fait de la pandémie de Covid-19, les tournois d’Indian Wells, de Miami, de Madrid, du Canada, de Wuhan et de Pékin sont annulés en 2020. Ces deux derniers le sont également en 2021. Pour des raisons d’organisation, le tournoi de Cincinnati 2020 a exceptionnellement lieu à Flushing Meadows à New York.
4. ↑  Le 1er décembre 2021, le président de la WTA, Steve Simon, annonce que tous les tournois prévus en Chine et à Hong Kong sont suspendus à partir de 2022, en raison de préoccupations concernant la sécurité et le bien-être de la joueuse de tennis chinoise Peng Shuai après ses allégations de relations sexuelles non-consenties avec Zhang Gaoli, membre de haut rang du Parti communiste chinois. Le tournoi de Pékin revient en 2023. Le tournoi de Guadalajara remplace celui de Wuhan pendant deux ans, ce dernier réapparaissant en 2024.

## Parcours aux Masters

### En simple dames
| # | Date       | Nom de l'édition                      | ($)        | Surface    | Résultat              | Ultime adversaire | Score      |          |
| - | ---------- | ------------------------------------- | ---------- | ---------- | --------------------- | ----------------- | ---------- | -------- |
| 1 | 27/10/2019 | Shiseido WTA Finals Shenzhen Shenzhen | 14 000 000 | Dur (int.) | Round Robin (défaite) | Elina Svitolina   | 7-5, 7-610 | Parcours |

## Parcours en Fed Cup
| #                                                                        | Date       | Lieu   | Surface    | Gagnante(s) | Perdante(s)        | Score       |                |
|                                                                          |            |        |            |             |                    |             |                |
| 2018 - Finale (groupe mondial) - République tchèque - États-Unis - 3 : 0 |            |        |            |             |                    |             |                |
| 1                                                                        | 10/11/2018 | Prague | Dur (int.) | Parcours    |                    |             |                |
| 1                                                                        | 10/11/2018 | Prague | Dur (int.) | Parcours    | Barbora Strýcová   | Sofia Kenin | 65-7, 6-1, 6-4 |
| 1                                                                        | 10/11/2018 | Prague | Dur (int.) | Parcours    | Kateřina Siniaková | Sofia Kenin | 7-5, 5-7, 7-5  |

## Records et statistiques

### Confrontations avec ses principales adversaires
Confrontations lors des différents tournois WTA avec ses principales adversaires (5 confrontations minimum et avoir été membre du top 10). Classement par pourcentage de victoires. Situation au 31 mai 2025 :
Les joueuses retraitées sont en gris.
| Joueuse          | Meilleur classement | Confrontations | Victoires | Défaites | Pourcentage de victoires | Dernière confrontation                       |
| ---------------- | ------------------- | -------------- | --------- | -------- | ------------------------ | -------------------------------------------- |
| Madison Keys     | 5                   | 5              | 1         | 4        | 20                       | défaite (6-4, 3-6, 5-7) à Roland-Garros 2025 |
| Bianca Andreescu | 4                   | 5              | 1         | 4        | 20                       | défaite (4-6, 4-6) à Miami 2023              |
| Aryna Sabalenka  | 1                   | 5              | 1         | 4        | 20                       | défaite (6-3, 3-6, 3-6) à Rome 2025          |
| Danielle Collins | 7                   | 5              | 1         | 4        | 20                       | défaite (1-6, 6-1, 2-6) à Strasbourg 2025    |
| Ashleigh Barty   | 1                   | 7              | 2         | 5        | 28,6                     | défaite (3-6, 4-6) à Adélaïde 1 2022         |
| Jessica Pegula   | 3                   | 6              | 2         | 4        | 33,3                     | défaite (3-6, 5-7) à Charleston 2025         |
| Elina Svitolina  | 3                   | 6              | 2         | 4        | 33,3                     | défaite (63-7, 2-6) à Wimbledon 2023         |
| Coco Gauff       | 2                   | 5              | 2         | 3        | 40                       | défaite (0-6, 0-6) à Miami 2025              |
| Daria Kasatkina  | 8                   | 7              | 4         | 3        | 57,1                     | victoire (6-3, 7-67) à Charleston 2025       |
| Ons Jabeur       | 2                   | 9              | 6         | 3        | 66,7                     | défaite (3-6, 4-6) à Doha 2025               |

### Victoires sur le top 10
Toutes ses victoires sur des joueuses classées dans le top 10 de la WTA lors de la rencontre.
| Légende            |
| Grand Chelem       |
| Premier / WTA 1000 |
| WTA 500            |
| WTA 250            |
| Fed Cup            |

| #  |        |  | Tournoi          | Année | Surface      |                 | Adversaire      | Rang  | Tour              | Score          | Tableau |
| -- | ------ |  | ---------------- | ----- | ------------ | --------------- | --------------- | ----- | ----------------- | -------------- | ------- |
| 1  | no 62  |  | Wuhan            | 2018  | Dur          |                 | Julia Görges    | no 10 | 1/16              | 6-3, 2-6, 6-4  | Tableau |
| 2  | no 35  |  | Roland-Garros    | 2019  | Terre battue |                 | Serena Williams | no 10 | 1/16              | 6-2, 7-5       | Tableau |
| 3  | no 29  |  | Toronto          | 2019  | Dur          |                 | Ashleigh Barty  | no 1  | 1/16              | 65-7, 6-3, 6-4 | Tableau |
| 4  | no 29  |  | Toronto          | 2019  | Dur          | Elina Svitolina | no 7            | 1/4   | 7-62, 6-4         |                | Tableau |
| 5  | no 22  |  | Cincinnati       | 2019  | Dur          |                 | Elina Svitolina | no 7  | 1/8               | 6-3, 7-63      | Tableau |
| 6  | no 22  |  | Cincinnati       | 2019  | Dur          | Naomi Osaka     | no 1            | 1/4   | 6-4, 2-6, 2-0 ab. |                | Tableau |
| 7  | no 15  |  | Open d'Australie | 2020  | Dur          |                 | Ashleigh Barty  | no 1  | 1/2               | 7-66, 7-5      | Tableau |
| 8  | no 134 |  | Rome             | 2023  | Terre battue |                 | Aryna Sabalenka | no 2  | 1/32              | 7-64, 6-2      | Tableau |
| 9  | no 128 |  | Wimbledon        | 2023  | Gazon        |                 | Coco Gauff      | no 7  | 1/64              | 6-4, 4-6, 6-2  | Tableau |
| 10 | no 58  |  | Rome             | 2024  | Terre battue |                 | Ons Jabeur      | no 9  | 1/32              | 7-5, 2-6, 6-4  | Tableau |
| 11 | no 35  |  | Dubaï            | 2025  | Dur          |                 | Jasmine Paolini | no 4  | 1/8               | 6-4, 6-0       | Tableau |

## Classements WTA en fin de saison
| Année          | 2015 | 2016 | 2017 | 2018 | 2019 | 2020 | 2021 | 2022 | 2023 | 2024 |
| Rang en simple | 620  | 214  | 113  | 52   | 14   | 4    | 12   | 235  | 33   | 86   |
| Rang en double | –    | 1076 | 237  | 138  | 39   | 34   | 108  | 150  | 434  | 23   |

Source : (en) Classements de Sofia Kenin sur le site officiel de la Fédération internationale de tennis